# 聚德华天
聚德华天是一家总部设在北京市西城区的以餐饮业为主要投资对象的有限责任公司。拥有全资和控股公司40余家，子公司多为北京的老字号餐饮企业，包括著名的烤肉季、峨嵋酒家以及连锁经营的庆丰包子铺和护国寺小吃。

## 盈利
聚德华天的创始大股东全聚德本业的盈利在下降，与此同时，聚德华天的经营效益较好，全聚德从中获得的收益已经超过了经营餐饮本业的收入。

## 外部連結
聚德华天控股有限公司 （页面存档备份，存于）